# Carlos Bru Purón
Carlos María Bru Purón (Astudillo, província de Palència, 28 de febrer de 1927) és un advocat i polític espanyol. Es llicencià en dret a la Universitat Complutense de Madrid i completà estudis a la Sorbona (París). Va guanyar les oposicions a notari a Sevilla el 1956 i començà a exercir a Alcobendas fins que es va jubilar el 1997.
El juny de 1962 participà en el IV Congrés del Moviment Europeu celebrat a Múnic (conegut pejorativament pel franquisme com a contuberni de Múnic) i s'oposà obertament al franquisme, cosa que provocà que fos arrestat sovint i que fins i tot li retiressin el passaport. De 1968 a 1977 fou portaveu del grup demòcrata cristià Izquierda Democrática, i quan aquest es va dissoldre el 1979 es va unir al Partit Socialista Obrer Espanyol (PSOE).
A les eleccions generals espanyoles de 1982 fou elegit diputat per Madrid, i fou vocal de les comissions de justícia i afers exteriors del Congrés dels Diputats. Després fou elegit diputat a les eleccions al Parlament Europeu de 1987 i 1989, i de febrer a juliol de 1999 va ocupar un escó vacant. Durant el seu mandat fou vicepresident de la Comissió d'Afers Institucionals del Parlament Europeu.
Simultàniament ha estat secretari general (1982-1986), president (1986-1996) i adjunt a la presidència (1996-2004) del Consell Federal Espanyol del Moviment Europeu (CFEME), així com sotsecretari i conseller jurídic del Patronat d'UNICEF-Espanya. També ha escrit nombrosos articles a revistes i diaris, i ha participat en debats a televisió i ràdio sobre qüestions relacionades amb la construcció de la Unió Europea.

## Obres
És autor dels següents estudis:
- “Gestión y Cogestión” (Edicusa, 1972)
- “Crítica y polémica” (Arión, 1977)
- “Ciudadanía europea” (Sistema, 1994)
- “Reforma nonnata del Código Civil” (Consejo del Notariado, 1996)
- “El Congreso de la Libertad por la Cultura y la oposición democrática al franquismo” (2009)

Director i coautor de: 
- “Diccionario de la Unión Europea” (Universitas, 1999)
- “Exégesis conjunta de los Tratados vigentes y constitucional europeos” (Civitas-Thomson 2005)

Coautor de :
- “Semblanza de Izquierda democrática” (Avance, 1976)
- “El papel de las Regiones en Europa” (Bª Nueva, 2003)
- “Derecho comunitario” (Consejo Notariado 2004)
- “Cuando la transición se hizo posible, el Contubernio de Munich” (Tecnos, 2ª, 2013)
- “Treinta años de España en la UE” (M. Pons 2015)